# Infidels (serie de televisión)
Infidels (en castellano: Infieles) fue una serie de televisión catalana de género dramático, emitida en el canal autonómico TV3 desde el 26 de marzo de 2009 hasta el 15 de marzo de 2011. La ficción, compuesta por 42 episodios de una hora de duración, estuvo producida por Televisión de Cataluña y Diagonal TV y contó con tres temporadas. Su estreno en televisión fue precedido dos días antes con la emisión de sus primeros capítulos por Internet. Narra la amistad de cinco mujeres que tienen como prioridad ser fieles a sí mismas.

## Argumento
Arlet, Joana, Paula, Lidia y Cruz son las protagonistas principales de la serie. Es un grupo de cinco amigas con caracteres y vivencias muy diferentes, a pesar de sus diferencias, tienen muchas cosas en común y comparten los momentos alegres como las desgracias del día a día. Cada una, con su particular visión del mundo, vivirá la vida con fidelidad a sus propias convicciones.
Se ha dicho que es una serie llena de clichés y se la ha etiquetado como una «serie femenina» y como la copia de otras ficciones internacionales, como las estadounidenses Desperate Housewives y Sex and the City.

## Reparto

### Personajes principales
- Íngrid Rubio: Mari «Cruz» Úbeda González.[8]
- Montse Guallar: Lídia Carbó Mutgé.[9]
- Montse Germán: Joana Moliner García.[10]
- Aina Clotet: Arlet Ferreres Miró.[11]
- Sílvia Bel: Paula Gàmiz Rubio.[12]

### Otros personajes
- Julio Manrique: Toni Pardo.[13]
- Dolo Beltrán: Dani Díez.[13]
- Ferran Carvajal: Robert Girona.[13]
- Marc Martínez: Marc Rovira.[13]
- Nacho Fresneda: Marc Guasch.[13]
- Joan Carreras: Eduard de Queralt.[13]
- Gorka Lasaosa: Víctor Pons.[13]
- Pere Ventura: Francesc Barbal.[13]
- Francesc Orella: Lluís.[13]
- Santi Ricart: Jesús.[13]
- Andrew Tarbet: Peter Weller.[13]
- Pau Durà: Salva Roig.[13]
- Jordi Pla: Manu.[13]
- Joaquim Climent: Esteve Fàbregas.[13]
- Carlota Bantulà: Irene Llovet.[13]
- Laura Conejero: Mariona Gàmiz.[13]
- Roger Casamajor: Òscar Rius.[13]
- Nil Cardoner: Oriol Barbal.[13]
- Alba Barragan: Marina Barbal.[13]
- Nena Cruz: Clàudia.[13]
- Marta Calvó: Sònia Besora.[13]
- Patrícia Bargalló: Francina Mollet.[13]
- Jordi Coll: Pep Romans.[13]
- Ernest Villegas: Guillem Planes.[13]
- Carolina Pfaffenbauer: Gabriela.[13]
- Toni Corvillo: Héctor Ruiz.[13]